# Bastian Günther

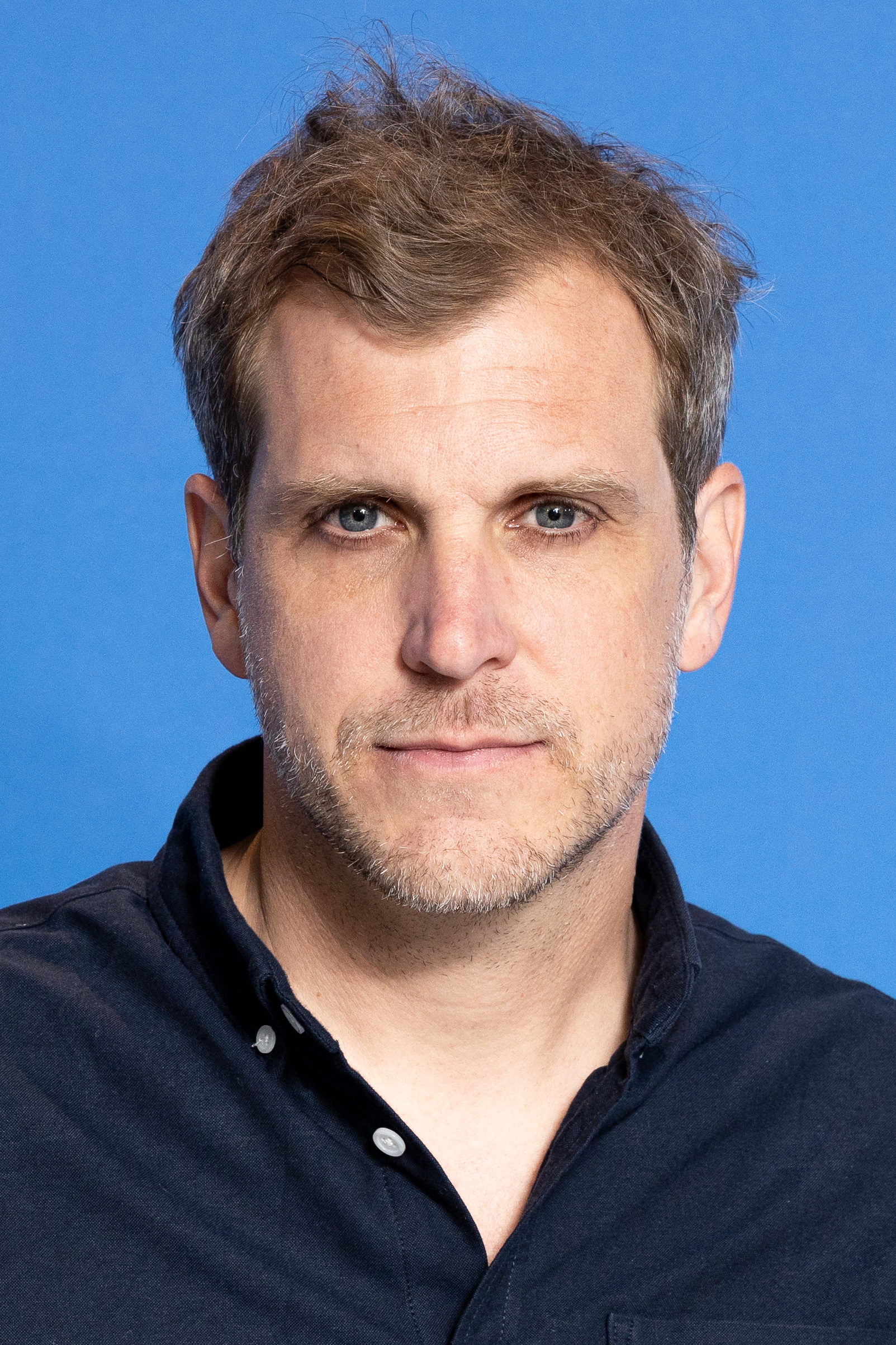
Bastian Günther, 2020

Bastian Günther (* 3. September 1974 in Hachenburg im Westerwald) ist ein deutscher Regisseur.
Während eines Lehramtsstudiums in den Jahren 1996 bis 2000 an der Universität Köln mit den Fächern Englisch, Sozialwissenschaften und Sport arbeitete er zunächst als freier Mitarbeiter bei WDR und Phoenix. Im Jahr 2000 nahm er ein Studium an der Deutschen Film- und Fernsehakademie Berlin (dffb) im Fach Regie auf, das er 2005 abschloss. Sein Film Autopiloten wurde in der Kategorie Perspektive Deutsches Kino 2007 auf der Berlinale 2007 uraufgeführt. Günther assistierte bei Marin Martschewski und Christian Petzold. Seit 1999 ist er Mitglied des Kölner Filmhauses.

## Filmografie
- 1998: Contract Killer (Videoclip)
- 1998: Wichtig ist auf’m Platz (Dokumentation)
- 1999: 24/7 (Kurzfilm)
- 2000: Kuscheln in Vingst (Dokumentation)
- 2001: Hallo Herr Kaiser (Dokumentation)
- 2001: Corinna, Corinna (Kurzfilm)
- 2002: Kontrollierte Offensive (Kurzfilm)
- 2002: Punkt Null (Videoclip)
- 2003: Acapulco (Kurzfilm)
- 2003: McDonald’s – Staying Alive, Co-Regie: David Sieveking (Werbespot)
- 2003: Bleib zuhause im Sommer (Dokumentarfilm; auch Drehbuch, Produktion)
- 2005: Gespenster (Regieassistenz)
- 2005: Ende einer Strecke (Spielfilm; auch Drehbuch, Abschlussfilm dffb)
- 2007: Autopiloten (Spielfilm; auch Drehbuch, UA: Berlinale 2007/Perspektive Deutsches Kino)
- 2013: Houston
- 2014: California City
- 2015: Tatort: Wer bin ich?
- 2020: One of these Days
- 2023: Tatort: Erbarmen. Zu spät.

## Auszeichnungen
- First Steps Award 2006 in der Kategorie Spielfilm unter 60 Minuten für Ende einer Strecke
- MFG-Star beim Fernsehfilm-Festival Baden-Baden 2007 für Autopiloten